# Zuid-Texas

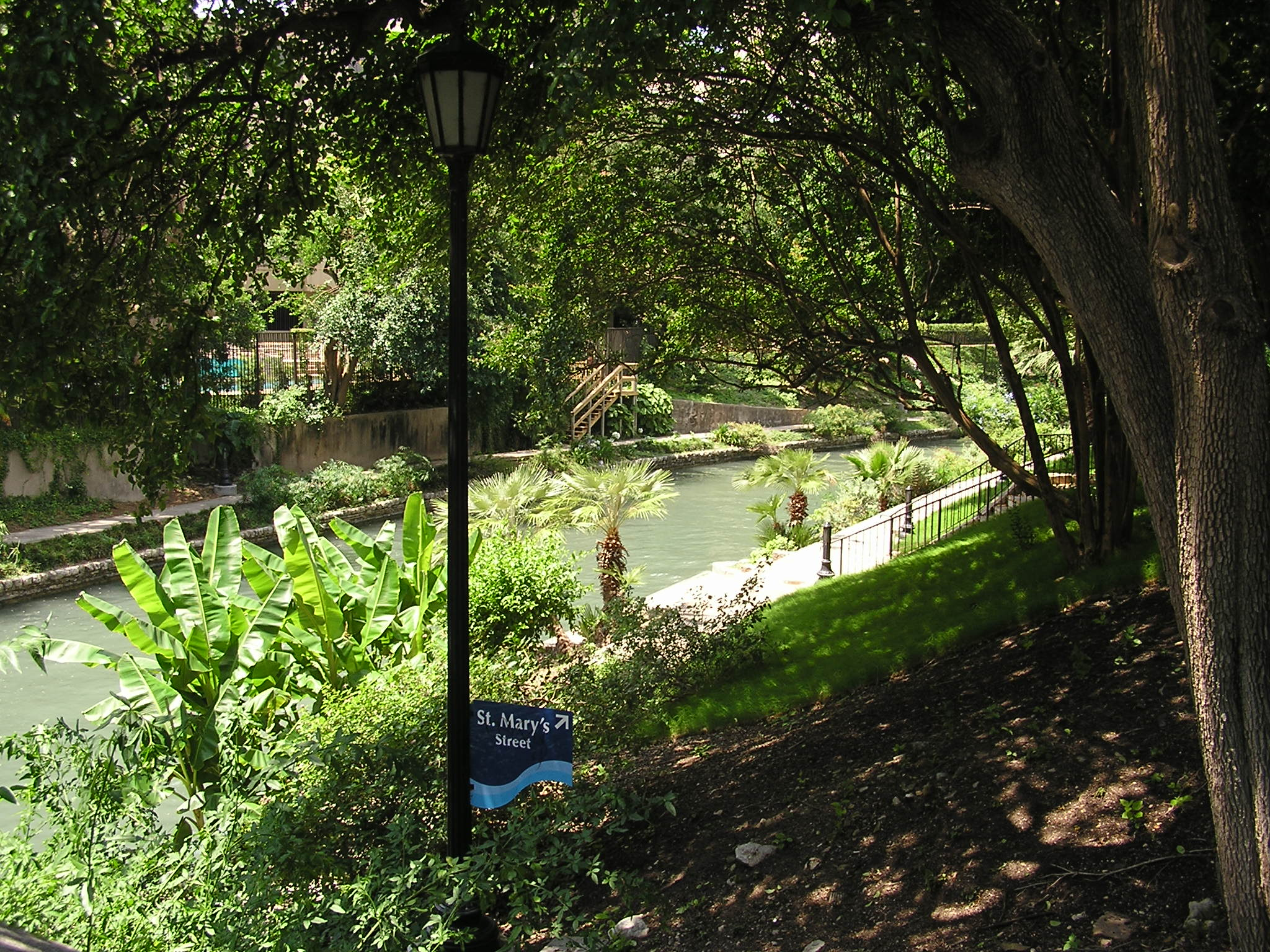
San Antonio is de grootste stad in Zuid-Texas.

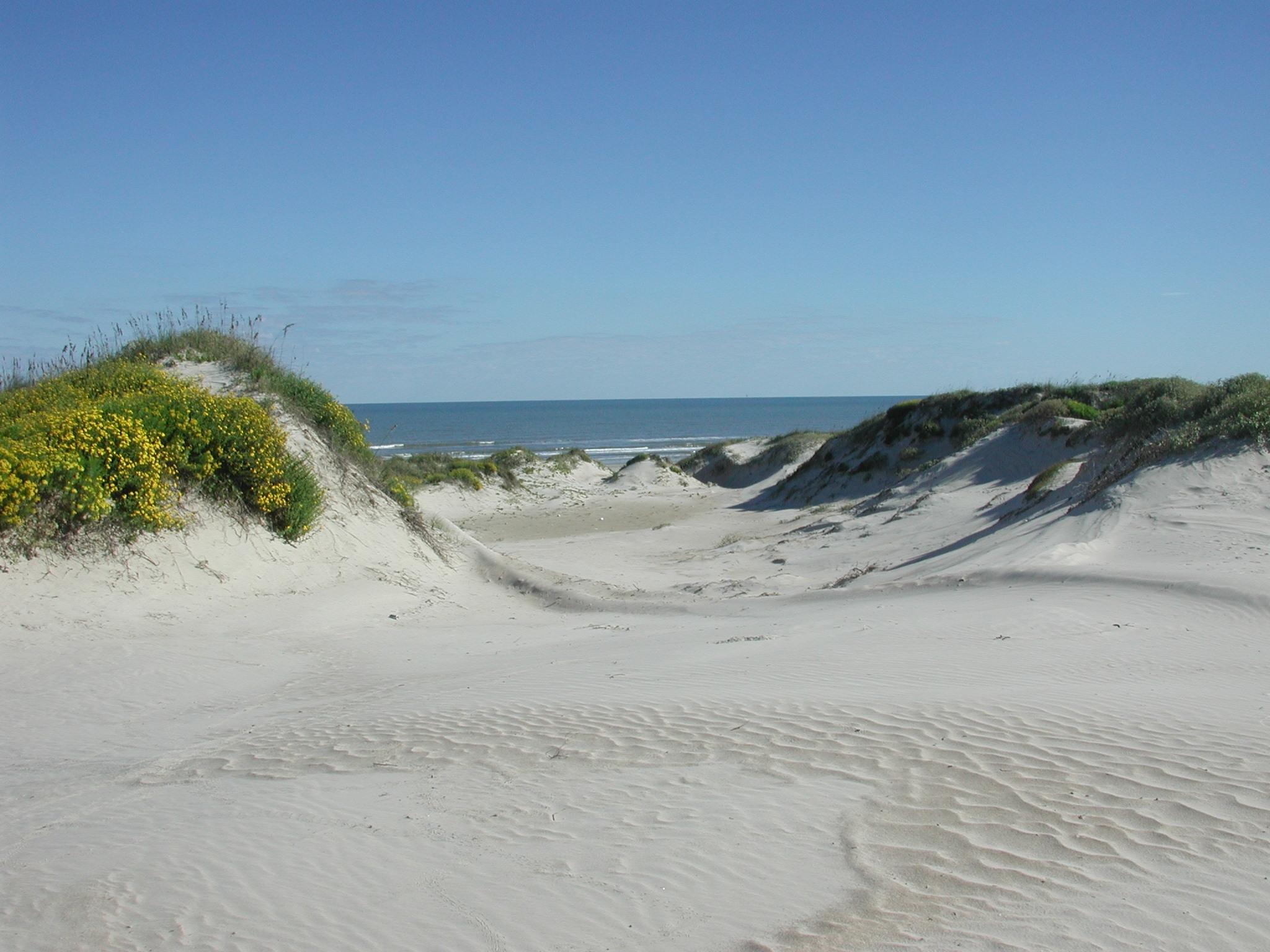
Padre Island is een populaire strandbestemming.

Zuid-Texas (Engels: South Texas) is een regio van de Amerikaanse staat Texas en ligt ruwweg ten zuiden van of begint bij San Antonio.
De regio bevat naast San Antonio onder andere ook de plaatsen Alice, Beeville, Brownsville, Corpus Christi, Eagle Pass, Edna, Kingsville, Laredo, McAllen en Victoria.
Zuid-Texas mag niet verward worden met de Rio Grandevallei. Alle vier de county's die de Rio Grandevallei vormen behoren tot Zuid-Texas, maar niet heel Zuid-Texas maakt deel uit van de Rio Grandevallei.